# Čoltovo
Čoltovo (maďarsky Csoltó) je obec na Slovensku v okrese Rožňava. V roce 2009 měla obec 492 obyvatel. Rozloha katastrálního území činí 15,37 km². Při sčítání obyvatel v roce 2001 se 70% obyvatel hlásilo k maďarské národnosti.
Prochází tudy železniční trať Zvolen - Košice.